# Visselpipa

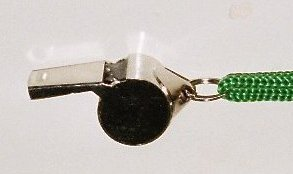
En visselpipa i metall.

En visselpipa är ett litet blåsinstrument eller signalverktyg som kan frambringa en ton. Visselpipor har länge använts som signalverktyg i bland annat järnvägstransport och idrott. 
Genom att förse visselpipan med en kula som roterar med hjälp av luften i en kammare, så att den ibland blockerar spaltöppningen, får man en drillande ton som är mer genomträngande än den rena tonen som annars skulle uppstå. Denna konstruktion är vanlig på signalvisselpipor, de som polisen använder, vid järnvägen, inom idrott med mera.

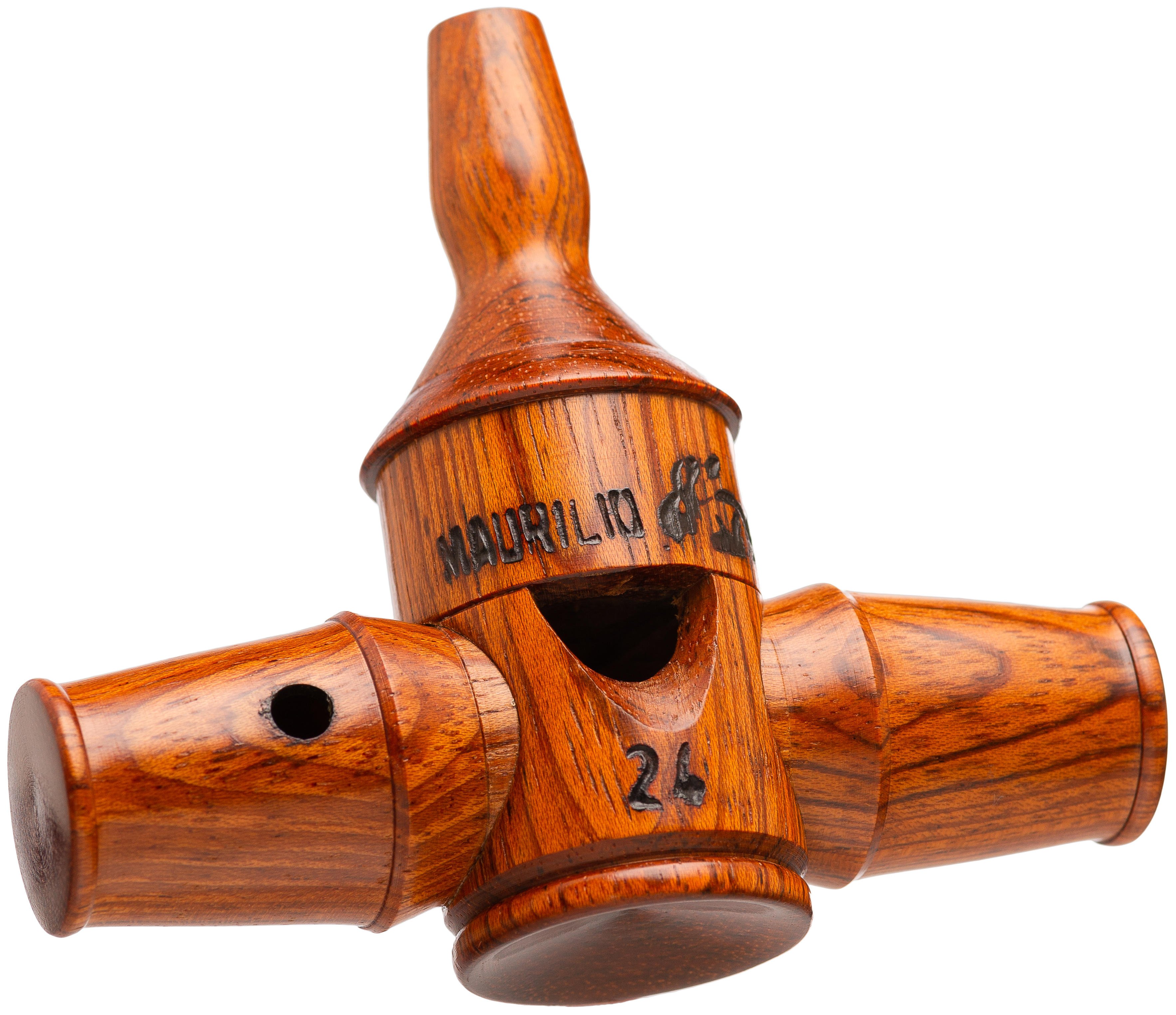

En liknande effekt uppnås om man konstruerar visselpipan med dubbla spaltöppningar som avger två olika toner som inte harmonierar med varandra. Denna konstruktion är vanlig på signalvisselpipor för nödsituationer, till exempel på flytvästar.